# Șumița, Caraș-Severin
Șumița (cehă Šumice, germană Schumitz, Schoinitz) este un sat în comuna Lăpușnicel din județul Caraș-Severin, Banat, România.

## Populație și istorie
Șumița este o comunitate micuță formată din locuitori de etnie cehă. Așezarea are cam 130 de case și în jur de 70 de locuitori, vorbind doar de acei oameni care locuiesc aici permanent. Dacă luăm în considerare rudele acestora, cifra s-ar apropia de 89 locuitori, însă aceștia vizitează localitatea destul de rar, unii având poate domiciliul încă aici. Aceasta este populația aproximativă a localității în jurul anului 2012.
Șumița (Šumice în cehă) a fost populată în anul 1827-1828, cehii au fost exilați din regiunea Plzen-Cehia și la acel moment au căzut sub garnizoana militară din Petnic. În anul 1830 colonia a avut 123 de locuitori, în anul 1991 aici au trăit 210 de oameni. Biserica romano-catolică a fost construită în 1888 și cu hramul Sf. Ioachim și Ana. Șumița este la cea mai mare distanță de alte sate cehești, cel mai apropiat sat cehesc este Ravensca (Rovensko în cehă) la aproximativ 13 ore de mers pe jos. Cea mai apropiată stație de cale ferată este în comuna Iablanița la 20 de kilometri, precum și cea mai apropiată stație de autobuz la 7 km în com. Lăpușnicel de care Șumița aparține administrativ. Satul este situat la o altitudine de aproximativ 600 m deasupra nivelului mării. În localitate școala a fost închisă în vara anului 2012. La capătul satului este un cimitir frumos în pădure, dar greu accesibil.
În sat nu este apă curentă și nici canalizare, casele dispun în mare parte fântâni.

## Tradiție
Comunitatea a reușit, de-a lungul timpului să-și păstreze foarte bine limba, cultura și obiceiurile din țara de baștină. În sate se vorbește și acum limba cehă, casele pestrițe rețin elemente arhitecturale specifice, gospodinele te îmbie cu colaci tradiționali cehești iar seara bâtrănii povestesc istorioare din trecuturi îndepărtate.
Evenimente locale:
- "Fărșang" - bal mascat, cu 6 săptămâni înainte de sărbătorile Pascale
- Ruga (negeia) se ține in data de 26 iulie cand a fost sfințită biserica Sfânta Ana
- Ziua Recoltei - a doua duminică în luna octombrie.